# Бути Рікардо
«Бути Рікардо» (англ. Being the Ricardos) — художній фільм режисера Аарона Соркіна. У головних ролях Ніколь Кідман та Хав'єр Бардем.

## Сюжет
Дія відбувається протягом тижня під час виробництва американського ситкому «Я люблю Люсі», в якому Люсіль Болл і Десі Арнас стикаються з серйозною кризою, яка здатна поставити під загрозу їхню кар'єру та шлюб.

## У ролях
- Ніколь Кідман — Люсіль Болл
- Хав'єр Бардем — Десі Арнас
- Джонатан Сіммонс — Вільям Фроулі
- Ніна Аріанда — Вівіан Венс
- Тоні Хейл — Джесс Оппенгеймер
- Алія Шокат — Меделін Пью
- Ронні Кокс — Боб Керролл, ст
- Джейк Лейсі — Боб Керролл, мол
- Кларк Грегг
- Нельсон Франклін
- Джон Рубінштейн
- Лінда Лавін
- Роберт Пайн
- Крістофер Денхем

## Виробництво
Вперше про проект стало відомо у вересні 2015 року, коли Кейт Бланшетт було запропоновано роль Люсіль Болл, а Аарон Соркін написав сценарій. Права на фільм придбано Amazon Studios у серпні 2017 року.
У листопаді 2019 року продюсери отримали податкові пільги на зйомки у Каліфорнії, а в січні 2020 року відбулася зустріч із ймовірними режисерами. Однак до січня 2021 року Бланшетт покинула проект, замість неї в переговорах брала участь Ніколь Кідман, а Хав'єр Бардем вів переговори про те, щоб зіграти роль Десі Арнаса. Соркін, отримавши задоволення від роботи над фільмом «Суд над сімкою з Чикаго», вирішив сам виступити в якості режисера. Вибір Ніколь Кідман викликав деякі суперечки у соціальних мережах, на що Люсі Арназ виступила на захист кастингу Кідман. У лютому Дж. К. Сіммонс і Ніна Аріанда отримали ролі Вільяма Фроулі та Вівіан Венс відповідно.
Зйомки розпочалися 29 березня 2021 року в Лос-Анджелесі, акторський склад поповнився Тоні Хейлом, Алією Шокат, Джейком Лесі та Кларком Греггом. У вересні 2021 року Соркін заявив, що фільм знаходиться на стадії постпродакшен.